# NGC 307

NGC 307

NGC 307 هي مجرة تتبع كوكبة قيطس. اكتشفها جون هيرشل في 6 سبتمبر 1831.

## روابط خارجية
- NGC 307 على موقع ويكي سكاي: DSS2, SDSS, GALEX, IRAS, Hydrogen α, X-Ray, Astrophoto, Sky Map, Articles and images